# AP endonucléase
Une AP endonucléase (APE), parfois écrite endonucléase AP, est une lyase qui catalyse l'ouverture d'un brin d'ADN bicaténaire en hydrolysant une liaison phosphodiester entre un désoxyribonucléotide et un résidu de désoxyribose-5-phosphate, c'est-à-dire d'un désoxyribonucléotide dépourvu de base nucléique par dépurination ou dépyrimidination au niveau d'un site AP. Cette enzyme intervient par conséquent au cours de la réparation de l'ADN par excision de base, à la suite de l'ADN glycosylase, afin de permettre à une ADN polymérase de combler le nucléotide manquant du site AP à partir du brin complémentaire.
Il existe quatre types d'AP endonucléases, classées en fonction de leur site d'incision. Les AP endonucléases de classe I et de classe II clivent la liaison phosphodiester en laissant un hydroxyle 3’-OH et un 5’-phosphate du côté du désoxyribose-5-phosphate, tandis que les AP endonucléases de classe III et de classe IV la clivent en laissant un 3’-phosphate et un 5’-OH.
L'AP endonucléase humaine (APE1) a besoin d'un cation de magnésium Mg2+ dans son site actif afin de pouvoir catalyser la réaction ; son homologue chez la levure est l'APN1.